# Самуель Лінней
Самуель Лінней (швед. Samuel Linnæus; 1 травня 1718 , Стенброгульт  — 20 червня 1797 , Стенброгульт ) — шведський священник. Син Нільса Ліннея та Крістіни Бродерзонії, молодший брат Карла Ліннея.

## Біографія
Самуель Лінней був сином парафіяльного священика Нільса Ліннея та Крістіни Бродерзоніус. Лінней навчався у Векше в 1728 році і став студентом Лундського університету в 1738 році. Він став студентом Уппсальського університету в 1742 році. Там його брат Карл рік тому став професором. Самуель досліджував колекцію Пальмскільда. Вже наступного року він повернувся до Лунда, де 30 листопада 1743 року та 10 грудня 1744 року захистив свою дисертацію у Свена Лагербрінга про топографічний трактат «Про Векше» (швед. De Wexionia), який містить детальний опис собору Векше до пожежі у 1740 р. Він став магістром у 1745 р. і став наступником свого батька (помер у 1748 р.) на посаді священика в Стенброгульті.

## Сім'я
5 червня 1750 року Лінней одружився з Анною Геленою Осандер (1731–1790), донькою вікарія Нільса Осандера в парафії Маркарюд і Гелени Лаллерман. Разом вони мали дітей Крістіну Гелену Лінней (народилася 1751), яка була одружена з вікарієм Йохом. Алгулін у парафії Фредерід, Сара Марія Ліннеус (1753–1755), Ніколаус Ліннеус (1755–1760), Емерентія Юліана Лінней (1756–1819), яка була одружена з патроном млина Пером Бергквістом у млині Діо, Магдалена Елізабет Ліннеус (нар. 1759), яка була одружена з комісаром Андерсом Веттерстремом у парафії Стенброхульт, Ульріка Ліннеус (1760–1761), Ульріка Софія Ліннеус (1763–1769), Ніколаус Ліннеус (1766–1767), Нільс Улоф Ліннеус (1768–1769), Ульріка Шарлотта Лінней (нар. 1770), яка була одружена з вікарієм Петрусом Нордштедтом у парафії Ведерслова, заступником колеги Карла Самуеля Ліннеєм (народився 1778) у тривіальній школі Векше.